# Zbieżność południków
Zbieżność południków – kąt określający różnicę między azymutem topograficznym a azymutem geograficznym. Wartość tego kąta uzależniona jest od położenia punktu, który jest wierzchołkiem porównywanych azymutów. Dla punktów położonych na południku osiowym mapy (przechodzącym przez jej środek) wartość zbieżności południków wynosi zero – innymi słowy azymuty geograficzny i topograficzny są sobie równe.
Zależność między azymutem geograficznym a azymutem kartograficznym można wyrazić następującym wzorem:
{\displaystyle A_{g}=A_{t}+(\lambda -\lambda _{0})\cdot \sin \varphi ,}
gdzie:
{\displaystyle A_{g}} – azymut geograficzny,
{\displaystyle A_{t}} – azymut topograficzny,
{\displaystyle \lambda _{0}} – długość geograficzna południka osiowego,
{\displaystyle \lambda ,\ \varphi } – współrzędne geograficzne punktu będącego wierzchołkiem azymutu.